# Fatih Atık
Fatih Atık (Gleizé, 25 giugno 1984) è un ex calciatore francese di origini turche, di ruolo centrocampista.

## Carriera
Ha giocato nella massima serie del campionato francese con Montpellier e Guingamp.

## Palmarès

### Club

#### Competizioni nazionali
- Coppa di Francia: 1

Guingamp: 2013-2014